# Chirurgenknoten
Der Chirurgenknoten (auch Ligaturknoten, Chirurgischer Knoten) ist ein Knoten der Chirurgie, der zum Fixieren der Nähte oder zum Abbinden bei Ligaturen dient. Es handelt sich um einen Bindeknoten, einer Abwandlung des Kreuzknotens.

## Anwendung
Der Name „Chirurgenknoten“ stammt aus der Medizin, wo diese Knotenart in der Chirurgie zum Nähen einer Wunde dient. Der Vorteil beim Gebrauch in der Chirurgie liegt darin begründet, dass während des Knüpfens des Knotens der Zug auf das Nahtmaterial konstant aufrechterhalten werden kann. Ebenfalls findet dieser Knoten Anwendung in der Hobbyfischerei.

## Abwandlungen
Beim Angeln wird der Knoten in Form eines „mehrfachen Überhandknotens“ (zweifach gesteckter Sackstich) zur Verbindung einer monofilen (einfädigen) Vorfachspitze mit dem Flechtteil des Vorfachs oder zum Erzeugen einer Schlaufe verwendet.

## Knüpfen
Zuerst werden zwei halbe Knoten direkt hintereinander (ähnlich einem doppelten Überhandknoten nur mit zwei Enden) geknüpft, indem eine Hand einen Mittelfinger- während die andere einen Zeigefingerknoten legt. Durch das doppelte Umschlingen der Fäden entsteht genügend Reibung, um die Spannung des Fadens und damit der Abstand der Wundränder zu kontrollieren. Es folgt ein weiterer halber Knoten, der in der Gegenrichtung geknüpft wird. Wenn der Knoten richtig geknüpft ist, kommen die Fäden auf beiden Seiten parallel aus dem Knoten. Damit können die Wundränder zugezogen werden. Damit der Knoten dauerhaft hält, wird er mit einem einfachen Überhandknoten, der in gleicher Richtung wie der erste Überhandknoten geknüpft wird, abgeschlossen. Dies ist insbesondere bei Catgut angezeigt, da das Material aufquillt. Die Wundränder können nicht zugezogen werden, wenn der zweite Überhandknoten in gleicher Richtung wie der erste geknüpft wird. Es entstünde dann eine Art „Altweiberknoten“.
Der Knoten kann sowohl händisch, als auch mittels Nadelhalter instrumentell geknüpft werden.

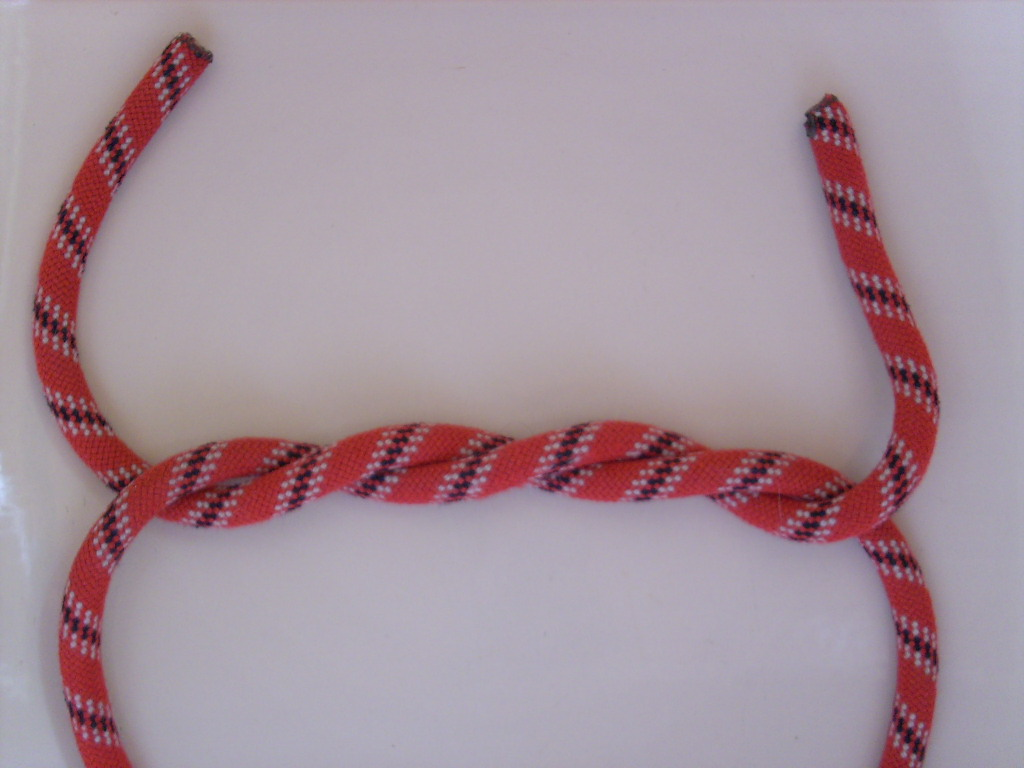
Doppelter Überhandknoten
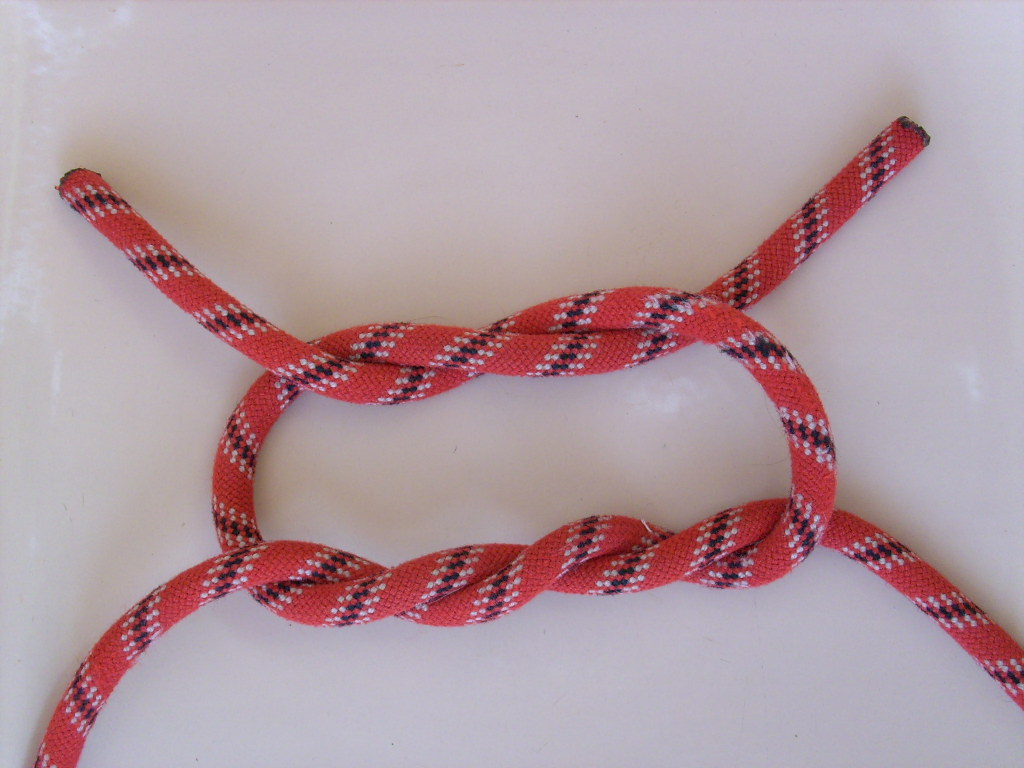
Einfacher Überhandknoten in der Gegenrichtung
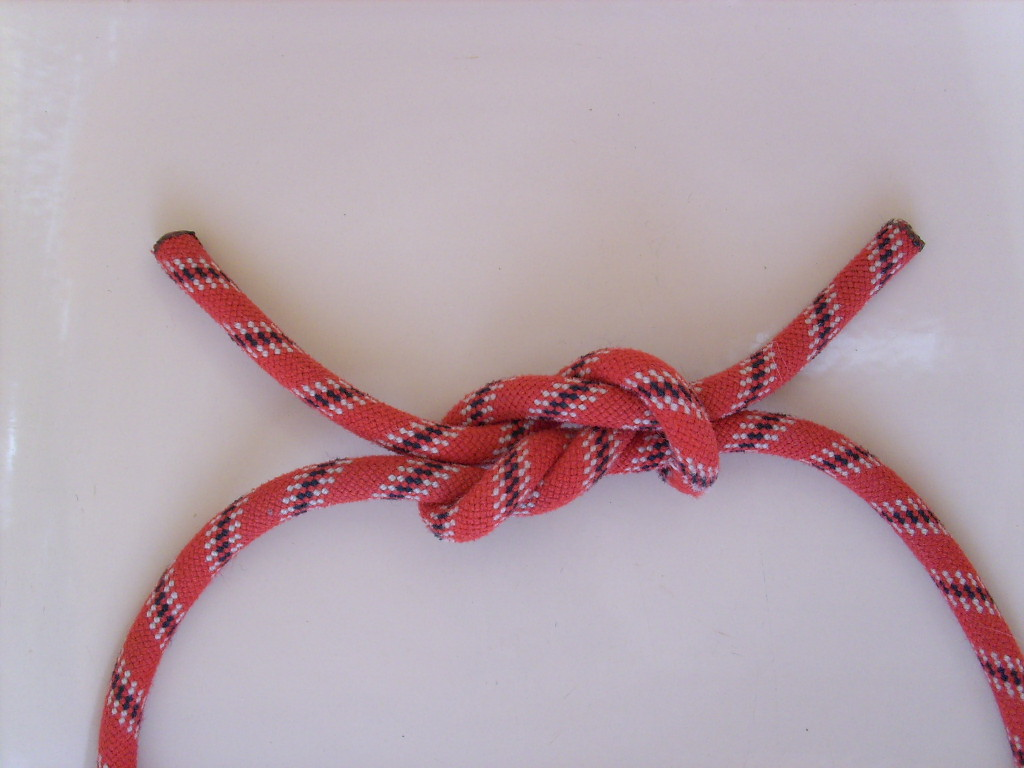
zugezogen
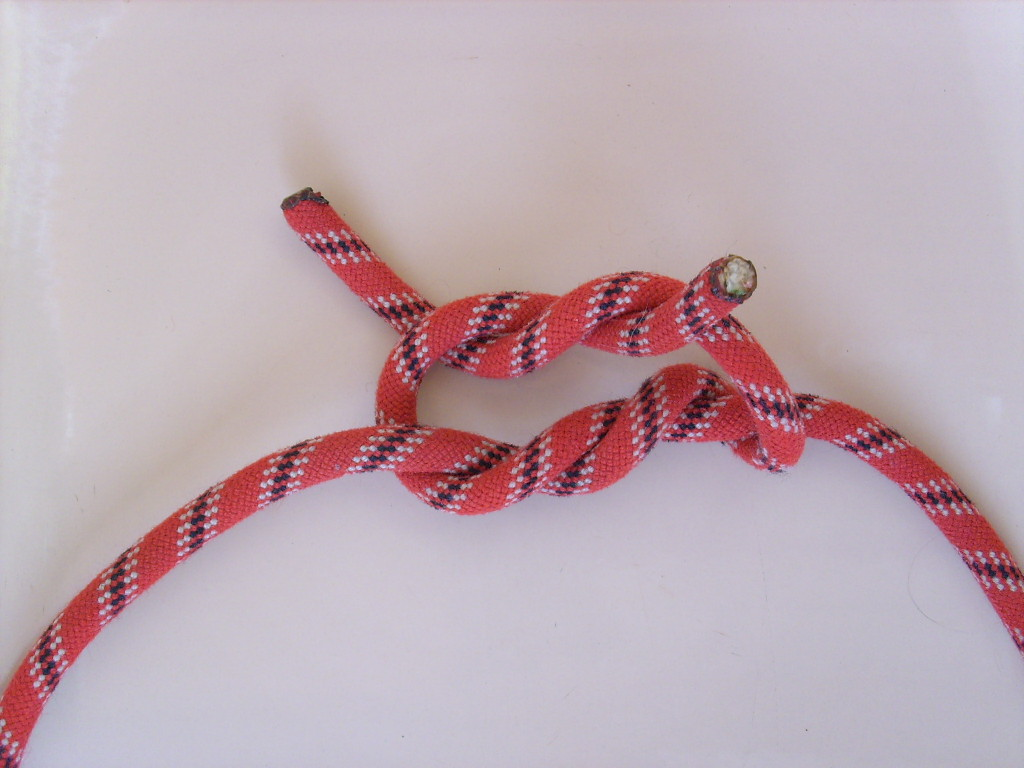
Falsche Version: wie ein Altweiberknoten